# Mo landskommun, Ångermanland
För andra landskommuner med detta namn, se Mo landskommun.
Mo landskommun var en tidigare kommun i Västernorrlands län. Centralort var Moliden och kommunkod 1952-1962 var 2230.

## Administrativ historik
Mo landskommun inrättades den 1 januari 1863 i Mo socken i Ångermanland när 1862 års kommunalförordningar trädde i kraft.
Mo påverkades inte av  kommunreformen 1952 utan lades först 1963 samman med Själevad, vilken i sin tur år 1971 blev en del av  Örnsköldsviks kommun.

### Kyrklig tillhörighet
I kyrkligt hänseende tillhörde kommunen Mo församling.

## Kommunvapen
Mo landskommun förde inte något vapen.

## Geografi
Mo landskommun omfattade den 1 januari 1952 en areal av 177,10 km², varav 173,30 km² land.

### Tätorter i kommunen 1960
I Mo kommun fanns tätorten Moliden, som hade 257 invånare den 1 november 1960. Tätortsgraden i kommunen var då 17,1 procent.

## Politik

### Mandatfördelning i valen 1938-1958
| 8 | 12 |

| 20 |

| 10 | 10 |

| 20 |

| 7 | 13 |

| 19 |

| 8 | 12 |

| 19 |

| 9 | 6 | 3 | 2 |

| 18 |

| 9 | 7 | 2 | 2 |

| 15 | 5 |